# ポールダンス

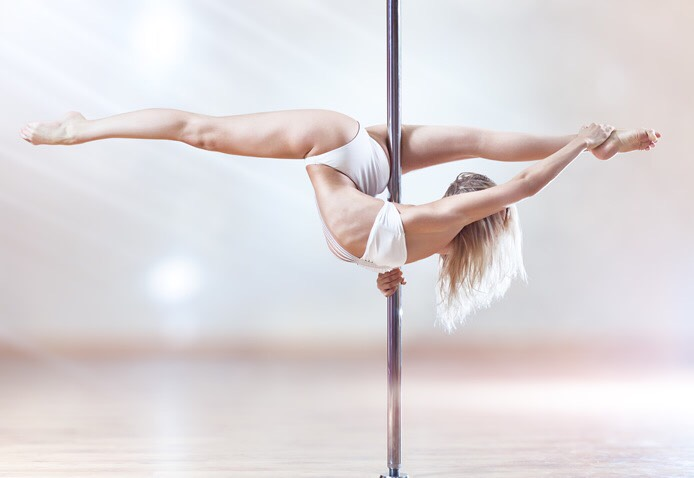
Rainbow Marchenkoを決めるポールダンサー

ポールダンスとは、ダンスおよび体操の一種である。垂直の柱（ポール）を使い、柔軟性や筋力を駆使し、昇り降り・スピン・倒立などの体操的な技を複雑に組み合わせたダンスである。

## 歴史
運動としてのポールの使用は、インドで800年以上の歴史をもつ伝統的なスポーツ「マラカーンブ」が最古とされている。これはインドのレスリングの訓練から発達した器械体操の一種で、高さ2.6メートルの木製の柱を用いて行なわれ、ポールマラカーンブ (Pole Mallakhamb) と呼ばれる。
また、1920年代のアメリカ合衆国では、旅芸人がテントの支柱を使ってダンスを伴う曲芸を行ったとされており、1950年代頃には、テントの支柱から現代のようなダンス用のポールへと取って代わり、ポールのパフォーマンスにバーレスクダンスが採用された。ただし、支柱や棒を用いた曲芸自体はそれより以前から世界各所で行われており、広義の意味ではポールを用いた曲芸自体は存在していたとされる。
記録されている最古のポールダンスは、1968年にアメリカ合衆国オレゴン州に存在したクラブ「Mugwump」でのBelle Junglesによるパフォーマンスである。1980年代以降、ラップダンスなどにダンスポールが広く組み込まれ、1990年代には芸術としてのポールダンスの普及も始まった（モントリオールのシルク・ドゥ・ソレイユなど）。それ以降、大衆向けの娯楽やエクササイズ、競技スポーツとしても発達を遂げている。2012年より、スポーツとしてのポールダンスは名前を「ポールスポーツ」と定められ、国際ポールスポーツ連盟 (IPSF) を中心にポールスポーツのオリンピック正式種目入りを目指している。

## ポールの種類

通常のダンス用ポールは筒状のクロムメッキあるいはステンレス製で、床から天井までを天井部と床部の上下で固定する。天井が高い屋内や屋外では、天井を固定しない持ち運び型のステージポールなどもある。
ポールの直径は片手で楽につかめるよう、4.5センチメートルのものが主流である。ポールには2つの種類があり、スタティックポール（固定式ポール）とスピニングポール（回転式ポール）がある。
スタティックポール（固定式）は、ポール設置部の土台が固定されているタイプとなり、軸がぶれない特性を生かした演技に向き、スピニングポール（回転式ポール）は、ボールベアリングによってポールの回転を生かした演技が可能となる。また、双方を切り替えられるタイプのポールも存在する。

## 競技としてのポールダンス

MISS POLE DANCE JAPAN

2005年頃から世界各国でさまざまな協会が主催するポールダンス大会が数多く開催されるようになり、ショーダンスの枠にとどまらず、エクササイズや競技として世界的な広がりをみせている。男女ともに大会が存在しており、男性部門・女性部門・シニア部門などに分かれる。大会ではロシア人が表彰台を独占することも多い。
日本ではポールダンスとポールスポーツの両方の大会が存在し、ダンスとしては「MISS POLE DANCE JAPAN」（主催：日本ポールダンス協会）、オリンピックを目指したポールスポーツとしては「全日本ポール・スポーツ選手権大会」（主催：一般社団法人日本ポール・スポーツ協会）が挙げられる。また、2015年からは日本初の国際大会「POLE THEATRE JAPAN」が開始されている（主催：POLE THEATRE WORLD GROUP）。「POLE THEATRE JAPAN」での優勝者には、世界各国で開催される「POLE THEATRE」で勝ち抜いた優勝者からさらにNo.1を決定するという、「POLE THEATRE WORLD」に出場できる権限が与えられる。